# Quảng Tín (tỉnh)

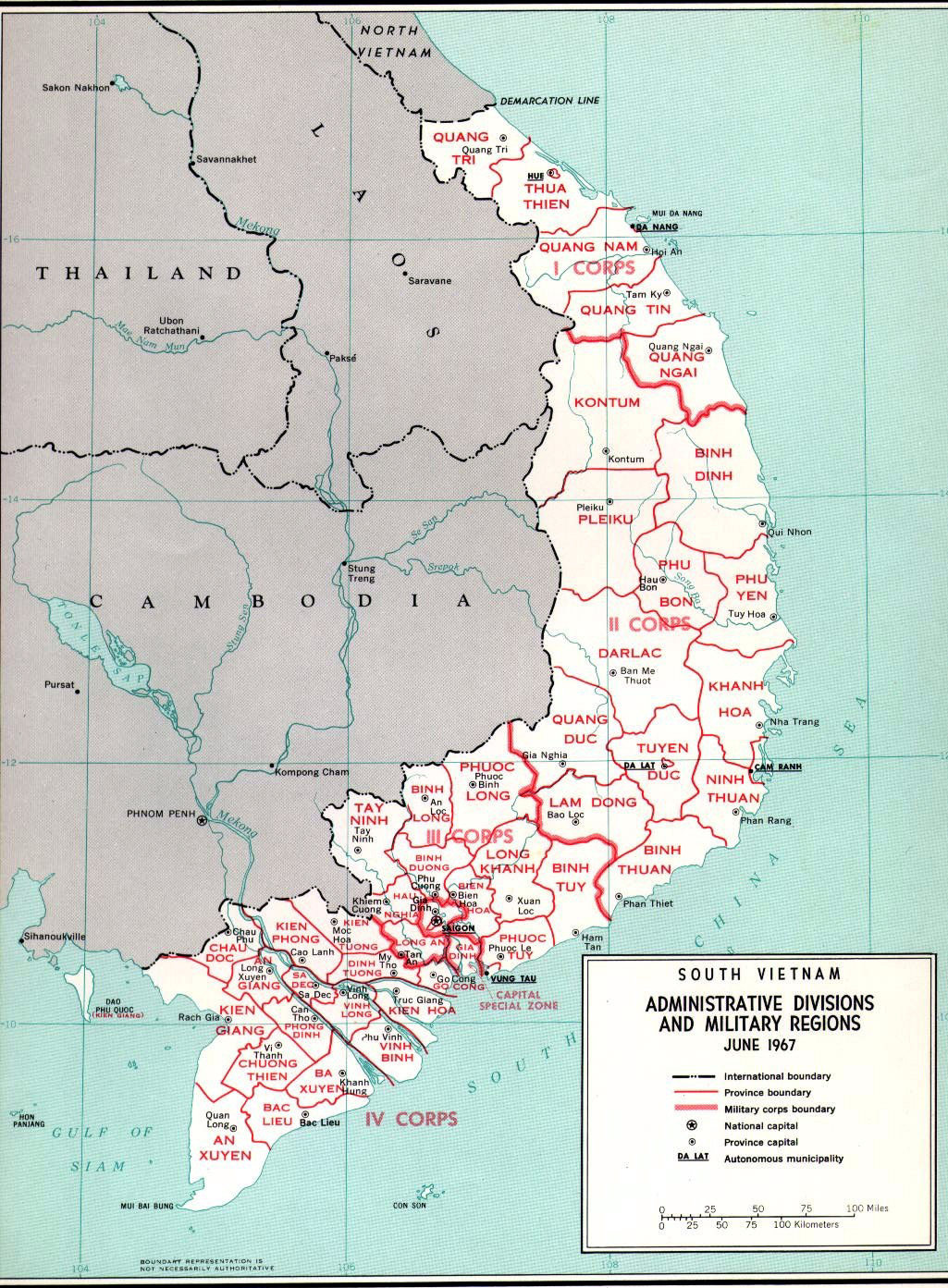
Bản đồ Hành chính VNCH năm 1967

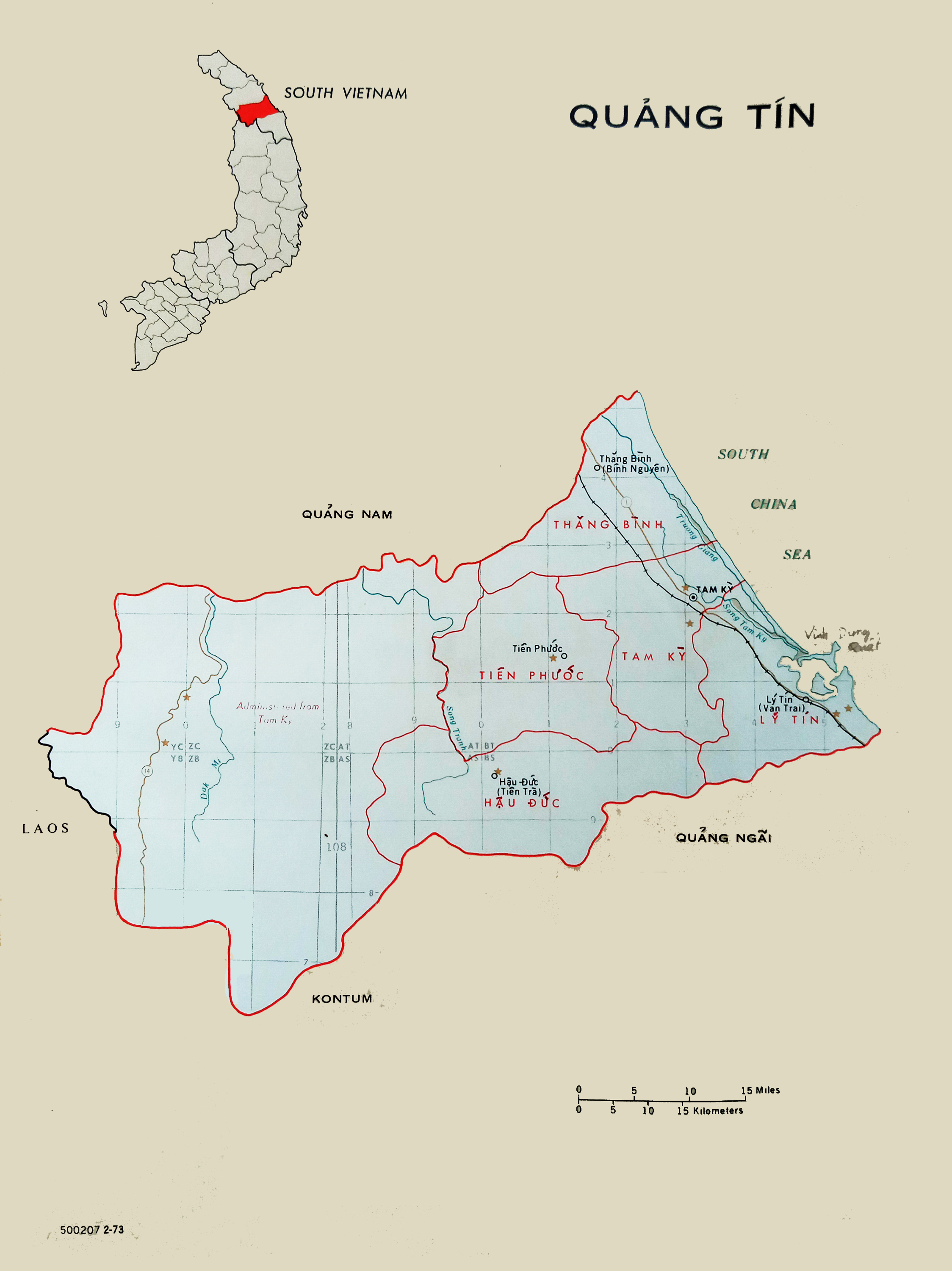
Bản đồ hành chính tỉnh Quảng Tín năm 1973

Quảng Tín là một tỉnh cũ thời Việt Nam Cộng hòa ở ven biển Trung Trung Bộ, Việt Nam.

## Địa lý
Tỉnh Quảng Tín có vị trí địa lý:
- Phía bắc giáp Quảng Nam
- Phía đông giáp Biển Đông
- Phía nam giáp Quảng Ngãi và Kontum
- Phía tây giáp nước Lào.

Diện tích toàn tỉnh Quảng Tín là 4.900 km².

## Hành chính
Tỉnh Quảng Tín có 6 quận, 89 xã. Tỉnh lỵ đặt tại quận Tam Kỳ. Sáu quận là Thăng Bình, Tam Kỳ, Lý Tín, Tiên Phước, Hậu Đức, Hiệp Đức
| Tỉnh Quảng Tín 12/1970 | Tỉnh Quảng Tín 12/1970 | Tỉnh Quảng Tín 12/1970 | Tỉnh Quảng Tín 12/1970 |
| STT                    | Quận                   | Diện tích (km²)        | Dân số (người)         |
| ---------------------- | ---------------------- | ---------------------- | ---------------------- |
| 1                      | Hậu Đức                | 773,0                  | 16.802                 |
| 2                      | Hiệp Đức               | 652,8                  | 7.729                  |
| 3                      | Lý Tín                 | 382,7                  | 65.901                 |
| 4                      | Tam Kỳ                 | 2.218,7                | 160.426                |
| 5                      | Tiên Phước             | 432,4                  | 26.310                 |
| 6                      | Thăng Bình             | 440,4                  | 128.232                |
| Tổng số                | Tổng số                | 4.900                  | 405.400                |

## Lịch sử
Ngày 31 tháng 7 năm 1962, Chính phủ Việt Nam Cộng hòa ra sắc lệnh 162-NV chia tỉnh Quảng Nam thành hai tỉnh Quảng Nam và Quảng Tín. Sông Rù Rì là phân giới hai tỉnh.
Ngày 4 tháng 10 năm 1975, tỉnh được hợp nhất với Quảng Nam và Đà Nẵng thành tỉnh Quảng Nam-Đà Nẵng.
Vào ngày 6 tháng 11 năm 1996, tỉnh được tách thành tỉnh Quảng Nam và thành phố Đà Nẵng.
Ngày 1 tháng 7 năm 2025, tỉnh được hợp nhất lại với Quảng Nam và Đà Nẵng thành thành phố Đà Nẵng.